# Het Hogeland
Het Hogeland és un municipi de la província de Groningen, al nord dels Països Baixos. L'1 de gener del 2021 tenia 47.843 habitants repartits sobre una superfície de 907,58 km² (dels quals 424,83 km² corresponen a aigua). També inclou les illes deshabitades de Rottumeroog i Rottumerplaat.
Het Hogeland va ser creat el 2019 després de la fusió dels municipis de Bedum, De Marne, Eemsmond i Winsum.

## Nuclis més grans
| Nom             | Població (2020) |
| --------------- | --------------- |
| Bedum           | 8.655           |
| Winsum          | 7.405           |
| Uithuizen       | 5.395           |
| Uithuizermeeden | 3.395           |
| Warffum         | 2.140           |
| Leens           | 1.970           |
| Baflo           | 1.745           |

## Administració
El consistori actual, després de les eleccions municipals del 21 de novembre del 2018, és dirigit per Henk Jan Bolding de Crida Demòcrata Cristiana. El consistori consta de 29 membres, compost per:
- GemeenteBelangen, 8 escons
- Crida Demòcrata Cristiana, (CDA) 6 escons
- ChristenUnie, 4 escons
- Partit del Treball, (PvdA) 4 escons
- GroenLinks 3 escons
- Partit Socialista (SP), 2 escons
- Partit Popular per la Llibertat i la Democràcia, (VVD) 2 escons